# Just Friends (Zoot Sims e Harry Edison)
Just Friends è un album di John Haley Sims (Zoot Sims) e Harry Sweets Edison (Harry Edison), pubblicato dalla Pablo Records nel 1980. Il disco fu registrato il 18 e 20 dicembre 1978 a Hollywood, California (Stati Uniti).

## Tracce
Lato A
1. Nature Boy – 5:38 (Eden Ahbez)
2. How Deep in the Ocean – 6:52 (Irving Berlin)
3. My Heart Belongs to Daddy – 5:02 (Cole Porter)
4. I Understand – 3:12 (Kim Gannon, Mabel Wayne)

Lato B
1. Just Friends – 5:11 (John Klenner, Samuel Lewis)
2. Blue Skies – 6:18 (Irving Berlin)
3. Until Tonight (Mauve) – 4:47 (Edward Heyman, Victor Young)
4. A Little Tutu – 3:42 (Harry Sweets Edison)

## Musicisti
- Zoot Sims - sassofono tenore
- Harry Sweets Edison - tromba
- Roger Kellaway - pianoforte
- John Heard - contrabbasso
- Jimmie Smith - batteria[3]